# روي عساف
روي عساف (بالعبرية: רועי אסף‏) هو ممثل إسرائيلي، ولد في 2 يناير 1979 في إسرائيل.

## وصلات خارجية
- روي عساف على موقع IMDb (الإنجليزية)
- روي عساف على موقع ألو سيني (الفرنسية)
- روي عساف على موقع أول موفي (الإنجليزية)
- روي عساف على موقع قاعدة بيانات الفيلم (الإنجليزية)